# Franz Berwald
Franz Adolf Berwald (23 de julho de 1796 - 3 de abril de 1868) foi um compositor sueco do século XIX.

## Carreira
As pessoas praticamente ignoraram suas composições enquanto ele era vivo. Por isso, ele teve que procurar uma outra ocupação. Berwald trabalhou como cirurgião ortopédico, e posteriormente dirigindo uma serraria e uma fundição de vidro.
Ele agora é considerado o compositor sueco mais importante de seu século. Em 1976, a nova sala de concertos da Sveriges Radio recebeu o nome de Berwaldhallen.

## Avaliação crítica
Eduard Hanslick, escrevendo em seu livro de 1869 Geschichte des Concertwesens in Wien, opinou sobre Berwald, "um homem estimulante, espirituoso, propenso à bizarrice, [que] como compositor carecia de poder criativo e fantasia". Por outro lado, os compositores Ludvig Norman, Tor Aulin e Wilhelm Stenhammar trabalharam duro para promover a música de Berwald. No entanto, apesar dos esforços desses músicos, demorou um pouco até que Berwald fosse reconhecido como, para citar o crítico e compositor Wilhelm Peterson-Berger, escrevendo no jornal de Estocolmo Dagens Nyheter, o "compositor mais original e moderno" da Suécia.
Em 1911, Carl Nielsen escreveu sobre Berwald: "Nem a mídia, nem o dinheiro nem o poder podem prejudicar ou beneficiar a boa arte. Sempre encontrará alguns artistas simples e decentes que seguem em frente, produzem e defendem suas obras. Na Suécia, você tem o melhor exemplo disso: Berwald." Mais recentemente, o musicólogo britânico Robert Layton escreveu em 1959 o que continua sendo a única biografia de Berwald em inglês, além de discutir a música de Berwald com detalhes consideráveis em outros lugares.
Do Quarteto de Cordas em Mi bemol maior de Berwald, Paul Griffiths acha que a "conquista ... de uma nova forma formal é notável o suficiente, mesmo que as estruturas de movimento único de Franz Liszt ou Robert Schumann sejam mais estreitamente ligadas".

## Obras

### Sinfonias
- Sinfonia em Lá (Fragmento) (1820)
- Sinfonia nº 1 em sol menor (Sinfonie sérieuse) (1842)
- Sinfonia nº 2 em Ré (Sinfonie capricieuse) (1842)
- Sinfonia nº 3 em dó (Sinfonie singulière) (1845)
- Sinfonia nº 4 em Mi bemol (Sinfonie naïve) (1845)

### Concertante
- Tema e Variações em Si bemol para Violino e Orquestra (1816)
- Concerto em Mi para 2 Violinos e Orquestra (1817)
- Concerto para violino em dó sustenido menor (1820)
- Konzertstück em fá para fagote e orquestra (1827)
- Concerto para Piano em Ré (1855)

### Outras obras orquestrais
- Poemas de tom
  - Slaget vid Leipzig (A Batalha de Leipzig, 1828)
  - Elfenspiel (1841)
  - Ernste und heitere Grillen (1842)
  - Erinnerung an die norwegischen Alpen (1842)
  - Bayaderen-Fest (1842)
  - Wettlauf (1842)
- Fuga em mi bemol (1841)
- Stor polonaise (Grande polonaise, 1843)

### Música de câmara
- Duo para violino e piano em ré (1857–60)
- Duo para Violoncelo (ou Violino) e Piano em Si bemol (1858)
- Duo Concertante para 2 Violinos em Lá (1816)
- Piano Trio em Dó (1845)
- Piano Trio nº 1 em Mi bemol (1849)
- Piano Trio nº 2 em fá menor (1851)
- Piano Trio nº 3 em ré menor (1851)
- Piano Trio nº 4 em C (1853)
- Quarteto de cordas nº 1 em sol menor (1818)
- Quarteto de cordas nº 2 em lá menor (1849)
- Quarteto de cordas nº 3 em mi bemol (1849)
- Quarteto em mi bemol para piano, clarinete, trompa e fagote (1819)
- Quinteto para piano nº 1 em dó menor (1853)
- Quinteto para piano nº 2 em Lá (1850–57)
- Septeto em si bemol para clarinete, trompa, fagote, violino, viola, violoncelo e contrabaixo (1828)
- várias peças de piano

### Trabalhos vocais
- Kantat i anledning av högtidligheterna (1821)
- Serenata para tenor e conjunto de câmara (1825)
- Kantat forfattad i anledning av HKH Kronprinsessans ankomst até Sverige och höga förmälning (1823)
- Gustaf Adolph den stores seger och död vid Lützen (1845)
- Nordiska fantasilder (1846)
- Gustaf Wasas färd até Dalarna (1849)
- Apoteos (1864)
- outras obras e canções corais

### Obras de palco
- Leonida, ópera (1829, perdida)
- Jag går i kloster, opereta (1843; primeira apresentação em 1843)
- Modehandlerskan, opereta (1843; primeira apresentação 1845)
- Ein ländliches Verlobungsfest in Schweden, cantata (1847)
- Estrella de Soria, ópera (1841/48)
- Drottningen av Golconda (A Rainha da Golconda), ópera (1864)

### Trabalho para orquestra de sopros
- Revue-Marsch

Fontes: 